# Примиусский
Примиусский — хутор в Куйбышевском районе Ростовской области. 
Входит в состав Куйбышевского сельского поселения. 

## Население
| 2010 |
| ---- |
| 153  |

## Улицы
На хуторе имеется одна улица: Примиусская.